# Gonçalo Pinto
Gonçalo André Carvalho Almeida Pinto, meglio noto come Gonçalo Pinto (Cascais, 14 febbraio 1997), è un hockeista su pista portoghese.

## Palmarès
- Campionato italiano: 1

Amatori Lodi: 2017-2018